# Douglastown (Angus)
Douglastown ist eine Ortschaft in der schottischen Council Area Angus und der traditionellen schottischen Grafschaft Forfarshire. Sie ist etwa 36 km nordöstlich von Perth und etwa 16 km nördlich von Dundee am Fuße der Sidlaw Hills gelegen. Die nächstgelegene Stadt ist das vier Kilometer in nordöstlicher Richtung gelegene Forfar. Entlang des westlichen Ortsrands verläuft der Bach Kerbet Water, der zwei Kilometer nördlich in das Dean Water mündet.
Douglastown entwickelte sich um eine im Jahre 1792 gegründete Flachsmühle. Diese wurde von dem Mathematiker James Ivory betrieben. Ende des 19. Jahrhunderts befand sich die Schule des Parishs in Douglastown.

## Verkehr
Douglastown ist direkt an der A94 gelegen, die Perth mit Forfar verbindet. In Douglastown mündet außerdem die aus Arbroath kommende B9127 in die A94 ein. Mit den Flughäfen von Perth und Dundee befinden sich zwei Flughäfen im Umkreis von 30 km.